# Vrbani (Vižinada)
Vrbani is een plaats in de gemeente Vižinada in de Kroatische provincie Istrië. De plaats telt 12 inwoners (2001).